# Alonso II (obispo)
Alonso II (¿? - ¿?) fue obispo de Oviedo desde el año 1345 hasta 1348. Encomendó las tierras de Quirós a Gonzalo Bernaldo de Quirós y edificó la capilla de Santa María de las Alas en  Avilés.

| Predecesor: Juan IV | Obispo de Oviedo 1345-1348 | Sucesor: Sancho I |